# RESP18
RESP18 (англ. Regulated endocrine specific protein 18) – білок, який кодується однойменним геном, розташованим у людей на 2-й хромосомі. Довжина поліпептидного ланцюга білка становить 173 амінокислот, а молекулярна маса — 19 021.
| 10         |  | 20         |  | 30         |  | 40         |  | 50         |
| ---------- |  | ---------- |  | ---------- |  | ---------- |  | ---------- |
| MQHPLWPGSS |  | EGLQLLVCFL |  | LLNSCPGGCS |  | DTSAHDGQDQ |  | VGVGQLWPLQ |
| GFATPVFQHL |  | QVVLQQIIPQ |  | GLFWKDDITQ |  | DAMIQKMEHA |  | SRLHPQEPCL |
| KDGKALFPTK |  | TTEQEEKLQL |  | LFPSETHSPL |  | AKVNRDQCFT |  | SEVVSKALKQ |
| EVANPVKGFS |  | GPLPTVGRNP |  | VAD        |  |            |  |            |

A: Аланін

C: Цистеїн

D: Аспарагінова кислота

E: Глутамінова кислота

F: Фенілаланін

G: Гліцин

H: Гістидин

I: Ізолейцин

K: Лізин

L: Лейцин

M: Метіонін

N: Аспарагін

P: Пролін

Q: Глутамін

R: Аргінін

S: Серин

T: Треонін

V: Валін

Задіяний у такому біологічному процесі, як альтернативний сплайсинг. 
Локалізований у ендоплазматичному ретикулумі, апараті гольджі.
Також секретований назовні.